# Фомкин, Алексей Викторович
Алексе́й Ви́кторович Фо́мкин (род. 27 января 1973, Донецк) — артист балета, организатор и исследователь хореографического образования, педагог балета, психоаналитический терапевт, кандидат педагогических наук.

## Родители
Мать — Александра Алексеевна Фомкина (1940-2023), выпускница (1961) Алма-Атинского государственного хореографического училища (педагог А. В. Селезнёв), солистка балета Донецкого государственного академического русского театра оперы и балета (1962—1981).
Отец — Виктор Савельевич Бутылин (1939—2012), вокалист (тенор), работал в различных театрах СССР, затем — регент ряда православных храмов Донецкой области.

## Биография
В 1991 году окончил Ленинградское Академическое хореографическое училище им. Вагановой по классу профессора Ю. И. Умрихина (специальность «хореографическое искусство, артист балета»); в 1991—2004 годы — артист балета Мариинского театра. Одновременно в 1993—1998 годах работал в Иоанно-Предтеченском православном братстве душеспасения, затем в Центре психологических, социальных и правовых исследований под руководством психотерапевта А. В. Осницкого; с 1999 года работал методистом, заведующим музеем, деканом в Академии Русского балета имени А. Я. Вагановой.
В 2000 году окончил педагогический факультет Академии русского балета имени А. Я. Вагановой по специальности «История и теория хореографического искусства». В 2002—2013 годы — проректор по учебно-методической работе Академии (по совместительству исполнял также обязанности директора музея, заместителя заведующего кафедры методики организации образовательного процесса нетипового вуза и преподавателя), одновременно — заместитель сопредседателя Учебно-методического объединения высших учебных заведений Российской Федерации по образованию в области хореографического искусства, ответственный секретарь Координационного совета по образованию в области культуры и искусства Минобрнауки России (с 2004), член группы по осуществлению Болонских принципов в России (с 2005, Минобрнауки России). С 2013 года аттестованный эксперт по аккредитации Федеральной службы по надзору в сфере образования. По решению Федерального агентства по аккредитации в сфере образования признан "Лучшим экспертом по аккредитации 2018 года".
В 2013 году А. В. Фомкин публично выразил несогласие с решением Министерства культуры РФ о назначении ректором Академии Русского балета имени А. Я. Вагановой Николая Цискаридзе. В декабре 2013 года уволился из Академии по собственному желанию.
С декабря 2013 года — референт отдела формирования сети образовательных учреждений высшего образования департамента государственной политики в сфере высшего образования Минобрнауки России, затем — начальник отдела высших учебных заведений и нормативно-методического сопровождения учебного процесса Минобрнауки России.
С мая 2014 года — заместитель директора, с марта 2015 — художественный руководитель Культурного центра «Москвич», где в качестве художественного руководителя реализовал проект «ТанцХауз».
В июне 2016 года окончил программу «Психологическое консультирование, психокоррекция, психотерапия» (НОУ «Институт практической психологии и психоанализа», Москва). В мае 2017 года окончил программу «Клиническая психология» (НОУ «Институт практической психологии и психоанализа», Москва). В августе 2017 года окончил программу бакалавриата «Психология» (НОУ «Московский институт психоанализа», Москва). С 2016 года — сотрудник Дирекции по развитию образования Российской академии народного хозяйства и государственной службы при Президенте Российской Федерации. Ведет частную психологическую практику. Преподает  в Институте современного искусства (Москва) (общая и практическая психология, психология творчества, музыки),  в Moscow Film school (психология в работе кастинг-директоров),  в проекте Dancehelp.ru (вебинары по психологии для хореографов), в программах повышения квалификации РАНХиГС по инклюзивному образованию (основы психологической работы и сопровождения лиц с ОВЗ). Участник Приоритетного проекта "Экспорт российского образования".
С февраля 2021 года по сентябрь 2022 - заместитель директора по развитию Санкт-Петербургского государственного бюджетного профессионального образовательного учреждения "Академия танца Бориса Эйфмана".
С января 2023 - педагог классического, характерного танцев, репертуара, руководитель программы мужского танца Osipova Baller academy (USA, CA).
Член Русского генеалогического общества (с 2002). Член жюри Национальной театральной премии и фестиваля «Золотая маска» (2008). Заместитель по научной и аналитической работе Председателя президиума Творческого союза работников культуры и искусств (с 2010). Председатель государственных экзаменационных комиссий в Поволжской социально-гуманитарной академии, Красноярской академии музыки и театра, Владимирском государственном университете имени А.Г. и Н.Г Столетовых, Самарском хореографическом училище, Бурятском хореографическом колледже (2014—2015) и др..

## Научная и творческая деятельность
Доцент (2007). В 2009 году защитил кандидатскую диссертацию.
Основные направления исследований:
- психоанализ, психология искусства, психокосмология, психология труда,
- теория и методология образовательных систем,
- хореографическое образование, балетная педагогика,
- христианское богословие (исследование рецидивов язычества в церковной и общественной жизни).

Ведущий отечественный исследователь хореографического образования, методолог и сторонник его реформирования, в частности, путём его перевода на двухуровневую систему (бакалавр-магистр). Активный сторонник либерализации балетного образования, развития междисциплинарной науки о хореографическом искусстве. Осуществил перевод хореографического образования Российской Федерации на систему бакалавриата и магистратуры (с упразднением специалитета), чем обеспечил нормативную возможность реализации вузами программ в области современного танца, легализовав его в системе российского хореографического образования. Создатель инновационной модели высшего образования для артистов балета (уровня бакалавриата), а также ряда программ магистратуры в сфере хореографии. Являлся и является руководителем ряда научных проектов, организатором научно-практических семинаров и конференций для вузов РФ по проблемам хореографического образования
В 2007 год у создал и внедрил в Академии Русского балета имени А. Я. Вагановой инновационную концепцию высшего образования для артистов балета (уровень — бакалавр). Руководил разработкой государственных стандартов высшего профессионального образования второго и третьего поколений в области хореографического искусства, возглавлял группу по разработке программно-методического обеспечения государственных стандартов высшего профессионального образования.
В 2010 году инициировал разработку и открытие в Академии Русского балета имени А. Я. Вагановой инновационной образовательной магистерской программы «Научно-творческая лаборатория композиции современных форм танца».

### Избранные труды
- Дорофеева В. А., Фомкин А. В. История религиозной культуры : учеб. пособие и учеб.-метод. комплекс по дисциплине «История религиозной культуры» для студентов очной формы обучения направления: «Хореографическое искусство», код 071200.62, бакалавриат — курс 1, «Искусства и гуманитарные науки», код 035300.62, бакалавриат — курс 1. — СПб.: Академия Русского балета имени А. Я. Вагановой, 2012. — 397 с. — 300 экз. — ISBN 978-5-93010-046-4
- Совершенство в веках = Perfection in centuries : 275 лет Танцевальной ея Императорского Величества Школе — академии русского балета имени А. Я. Вагановой : [фотоальбом / Сост.: А. В. Фомкин]. — [СПб.] : [б. и.], [2015]. — 198 с.
- Фомкин А. В. Балетное образование: традиции, история, практика. — СПб. : Академия русского балета, 2013. — 643 с. — 200 экз. — ISBN 978-5-93010-058-7
- Фомкин А. В. Два века «театральной» церкви : История домовой церкви во имя Святой Живоначальной Троицы при Дирекции императорских театров и Театр. училище (ныне Акад. Рус.балета им. А. Я. Вагановой). — СПб.: Акад. рус. балета, 2003. — 296 с. — 750 экз. — ISBN 5-93010-018-7
- Фомкин А. В. Исторические традиции современного балетного образования (на материале деятельности танцевальной Ея Императорского Величества школы — Академии русского балета имени А. Я. Вагановой) : автореф. дис. … канд. педаг. наук. — СПб., 2008. — 21 с.
- Фомкин А. В., Степаник И. А. Основы учения о конституции и пропорциях тела артиста балета : учеб. пособие. — СПб. : Академия Русского балета, 2011. — 88 с. — 200 экз. — ISBN 978-5-93010-032-7

- Исаков В. М., Фомкин А. В. Проблемы формирования профессиональной элиты в балете // Альма-матер. — 2011. — март (№ 2). — С. 15-20.
- Караваева Е. В., Фомкин А. В., Пронина Л. А., Чураева М. Л. Нормативно-методические основы формирования образовательных программ стандартов нового поколения в области культуры // Вестн. Тамбовского ун-та: Серия Гуманитарные науки. — 2009. — Вып. 6 (74). — С. 123—130.
- Сборник примерных программ и методических материалов по специальности 050700 «Педагогика балета» / Науч. ред.: А. В. Фомкин. — СПб.; Тамбов: Першина, 2005. — 565 с.
- Фомкин А. В. Алексей Михайлович Орлов: провинция в жизни столичного интеллигента начала XX века // Невельский сборник. — СПб.: Акрополь, 2002. — № 7. — С. 179—189.
- Фомкин А. В. Балетный конкурс: история, эволюция, перспективы // Ваганова-prix: 5-й Междунар. балетный конкурс: Сб. матер. — СПб., 2002.
- Фомкин А. В. Возрастная модель целостного цикла профессиональных утрат в искусстве балета // Хореографическое образование в России. Тенденции и перспективы: сб. ст. Всерос. науч.-прак. конф. — М.: МГИК, 2016. — С. 84-94.
- Фомкин А. В. Вопросы реформирования системы хореографического образования // Вестн. Красноярск. хореографич. училища. — 2003. — № 1. — С. 25.
- Фомкин А. В. Воспитание личности в системе профессионального образования артиста балета: Учеб. пособие. — СПб., 2003.
- Фомкін O. В. До питання про роль Петербурзької балетної школи в формуванні системи балетної освіти в Росії та країнах СНД // Інтелігенція і влада: Громадсько-політичний науковий збірник. Серія: Історія. — 2008. — Одеса: Астропринт, 2008. — Вип. 11 (январь). — С. 199—207.
- Фомкин А. В. Домовая церковь Академии Русского балета: прошлое и настоящее // Христианская культура на пороге третьего тысячелетия: Матер. науч. конфер. — СПб. философское о-во, 2002. — Вып. 5. — С. 89-90.
- Фомкин А. В. Домовые церкви в учебных заведениях Санкт-Петербурга // Матер. 12 Междунар. Рождественских образовательных чтений. — М., 2002. — С. 81-90.
- Фомкин А. В. Духовно-нравственное традиции балетного образования // Культурная идентификация молодежи в условиях глобализации: Матер. междунар. конф. — СПб.: изд-во Политехнич. ун-та, 2010. — С. 413—421.
- Фомкин А. В. Инновационные подходы к вузовской подготовке исследователей хореографического искусства // Актуальные вопросы современной науки и образования : Сб. матер. 5-й Общерос. науч.-практ. конф. с междунар. участием. — Красноярск: Научно-инновационный центр, 2010. — Вып. 2. — С. 120—132.
- Фомкин А. В. Исторические предпосылки стандартизации профессионального обучения артистов балета // Вестн. Академии Русского балета имени А. Я. Вагановой. — 2006. — № 15. — С. 12-28; № 16. — С. 71-81.
- Фомкин А. В. К вопросу о структуре образовательной программы «Педагогика хореографии» в ГОС ВПО третьего поколения // Вестн. Рос. гос. ун-та имени И. Канта. Серия Педагогические и психологические науки. — Калининград, 2007. — № 11. — С. 71-79.
- Фомкин А. В. Мариэтта Франгопуло // Вестн. Академии Русского балета им. А. Я. Вагановой. — 2000. — № 11. — С. 49-57.
- Фомкин А. В. Музыкальное образование в системе подготовки артистов балета: проблемы и перспективы // Матер. междунар. науч.-практ. конф. — 2008. — Ч. 1. — С. 187—190.
- Фомкин А. В. О современных проблемах хореографического образования // Культурное пространство России: проблемы и перспективы развития: Матер. науч. конф. — Тамбов, 2004. — С. 317—323.
- Фомкин А. В. О хореографическом образовании во Франции // Вестн. Академии Русского балета имени А. Я. Вагановой. — 2007. — № 1 (17). — С. 43-55; № 2 (18). — С. 130—145.
- Фомкин А. В. Орловы — священнослужители Воронежской епархии // Генеалогия и религия: Матер. 4 Петербургских генеалогических чтений. — СПб., 2000. — С. 27-31.
- Фомкин А. В. Особенности реализации принципа наглядности в балетной педагогике // Самарский науч. вестн. — 2016. — № 1 (14). — С. 192—196.
- Фомкин А. В. Подходы к реформированию содержания подготовки артистов балета // Ребёнок в современном мире. Детство и социокультурная прогностика : Матер. 16-й междунар. конф. — СПб., 2009. — С. 354—361.
- Фомкин А. В. Протоиерей Алексий Мальцев // Православный летописец Санкт-Петербурга. — 2000. — № 2. — С. 91-100.
- Фомкин А. В. Протоиерей Алексий Мальцев — забытое имя в истории Театрального училища // Вестн. Академии Русского балета им. А. Я. Вагановой. — 2000. — № 8. — С. 90-106.
- Фомкин А. В. Профессиональное образование в искусстве балета: опыт выявления системных характеристик и отличий // Искусство и образование. — 2007. — № 6 (50). — С. 84-90.
- Фомкин А. В. Психологические аспекты работы педагога-хореографа с родителями в хореографическом коллективе.// Сборник трудов Всероссийской научно-практической конференции "Искусство - Образование -культура: традиции и современность". Институт современного искусства, Москва. 5-6 апреля 2018 года. М.:2018. - С. 385-392.
- Фомкин А. В. Психологические типы: влияние на стиль исполнительской деятельности артистов балета // Научно-практический журнал по материалам 4 Международного симпозиума "Человек, искусство, вселенная" в Сочинском государственном университете. 18-25 сентября 2017 года. - Сочи: Центр развития человека, 2017. - С. 63-74.
- Фомкин А. В. Роль и место инновационных процессов в повышении качества подготовки специалистов в системе хореографического образования // Модернизация системы профессионального образования на основе регулируемого эволюционирования: матер. 4-й Всерос. заоч. науч.-практ. конф. — Челябинск: 2005. — Ч. 2. — С. 160—163.
- Фомкин А. В. Семиотика православного богослужения: хореографический аспект // Семиотика художественной культуры: образ России в межкультурной коммуникации : Сб. ст. по матер. междунар. науч.-практ. конф. — Кемерово, 2009. — С. 322—333.
- Фомкин А. В. Священнический род Орловых // Генеалогический вестник. — СПб., 2001. — № 3. — С. 49-57.
- Фомкин А. В. Система хореографического образования в России: современное состояние и перспективы // Хореографическое образование: Россия и Европа. Современное состояние и перспективы : Матер. 1-й междунар. науч.-практ. конф. / АРБ имени А. Я. Вагановой. — СПб., 2008.
- Фомкин А. В. Танцевальные штудии во славу восстановления золотого времени // Вестн. АРБ им. А. Я. Вагановой. — 1997. — № 5. — С. 62-66.
- Фомкин А. В. Хореографиотерапия как новый метод психологической коррекции // Стратегия социальной, психологической и правовой адаптации лиц, оказавшихся в кризисном состоянии: Бюлл. семинара. — СПб., 1997. — С. 86-89.
- Фомкин А. В. Хореографическое образование: опыт, проблемы, перспективы: Учеб. пособие. — СПб., 2005.
- Фомкин А. В. Хореографическое образование на стыке тысячелетий // Вестн. АРБ им. А. Я. Вагановой. — 2004. — № 13. — С. 59-69.
- Фомкин А. В. Церковь и театр: опыт взаимодействия // Православие и русская культура: Матер. 9-й науч. конф. — СПб.: ИРЛИ, 2002. — С. 31-35.
- Фомкин А. В. Церковь и театр. Церковный музей в стенах Академии Русского балета им. А. Я. Вагановой // Музей. Общество. Религия. Аспекты взаимодействия: Матер. 9 Санкт-Петербургских религиоведческих чтений. К 70-летию Государственного музея истории религии. — СПб.: Акционер и К, 2002. — С. 123—129.
- Фомкин А. В. Юрий Григорович : Вступ. статья // Юрий Григорович: документы и материалы. — Владимир, 2005. — С. 3-9.
- Фомкин А. В., Асылмуратова А. А. К вопросу о формировании специальности «Педагогика балета» // Хореографическое образование на рубеже XXI века: опыт, проблемы, перспективы развития: Матер. и ст. 1-й Всерос. науч.-практ. конф. — Тамбов: Першин, 2005. — С. 34-48.
- Фомкин А. В., Голощапов А. В. К вопросу об изменении функций преподавателя в связи с введением интерактивных технологий проведения занятий в области культуры и искусства // Проблемы искусства в XXI веке : Сб. ст. по матер. науч.-практ. конф. — СПб.: Полторак, 2010. — С. 108—114.
- Фомкин А. В., Исаков В. М. Балетное образование в Петербурге: от ремесленной школы к нетиповому вузу // Высшее образование в России. — М., 2007. — № 7. — С. 145—150.
- Фомкин А. В., Исаков В. М. Эволюция хореографического образования в России для детей 9-10 лет и возможности его упорядочения в современных условиях // Ребёнок в современном мире. Образование и детство : Матер. 14-й междунар. конф. — СПб., 2007. — С. 282—288.
- Фомкин А. В., Русинова С. А. Основные требования к подготовке арт-терапевтов // Ребёнок в современном мире. Искусство и дети : Матер. 15-й междунар. конф. — СПб., 2008. — С. 352—355.
- Фомкин А. В., Сорокина О. А. Хореографическое образование в Швеции // Вестн. Академии Русского балета имени А. Я. Вагановой. — 2006. — № 16. -С. 103—119.
- Фомкин А. В., Фадеева М. В. К проблеме обновления социокультурной среды в балетных учебных заведениях // Вестн. АРБ имени А. Я. Вагановой. — 2010. — № 1 (23). — С. 60-73.
- Фомкин А. В., Фадеева М. В. Проблема изменения требований к преподавателю балета в связи с предстоящим введением образовательных стандартов третьего поколения в системе подготовки артистов балета // Изв. Самарского науч. центра Рос. Акад. наук. — 2010. — Т. 12. № 3 (3). — С. 671—678.
- Французская балетная терминология: Словарь / Науч. ред.: А. В. Фомкин. — СПб., 2005.
- Фомкин А. В. Реформирование системы образования в искусстве балета: 2002-2013 гг. (на примере Академии Русского балета имени А.Я.Вагановой). – Вестник Магнитогорской консерватории. 4 (26),  2017. Магнитогорск, Магнитогорский дом печати, 2017. С. 54-68.
- Фомкин А. В. Исследование личностно-психологических особенностей артистов балета. – Вестник Магнитогорской консерватории. 3 (29), октябрь 2018. Магнитогорск, Магнитогорский дом печати, 2018. С. 78-88.
- Фомкин А. В. Буллинг в балетном образовании: постановка проблемы. Известия Волгоградского государственного педагогического университета. 2018. №5 (128). С. Волгоград, 2019. С. 12-20.

Статьи
- Фомкин А. В. Богоугодное фуэте // Вечерний Петербург. — 1997. — 11 июля (№ 130 (21081)). — С. 3.
- Фомкин А. В. Второе извращение // Час пик. — 2002. — 10-16 апреля (№ 15 (22)). — С. 15.
- Фомкин А. В. Гамарджоба, генацвале // Час пик. — 2002. — 22-28 мая (№ 21 (227)). — С. 15.
- Фомкин А. В. Годовой баланс духовных услуг // Час пик. — 2001. — 14-20 ноября. — С. 11.
- Фомкин А. В. Женщина как политическое существо // Час пик. — 2001. — 28 ноября — 4 декабря (№ 48 (2022)). — С. 11.
- Фомкин А. В. Империя под ударом // Час пик. — 2002. — 6-12 марта (№ 10 (216)). — С. 15.
- Фомкин А. В. На музыку Стравинского // Вечерний Петербург. — 1997. — 11 июля (№ 130 (21081)). — С. 3.
- Фомкин А. В. Не пора ли мужчиною стать // Час пик. — 2002. — 20-26 марта (№ 12 (218)). — С. 15.
- Фомкин А. В. Повеяло весною // Час пик. — 2002. — 15 октября (№ 7 (23)). — С. 15.
- Фомкин А. В. Руководство для начинающего рекетира // Час пик. — 2001. — 9-15 января (№ 2 (208)). — С. 11.
- Фомкин А. В. Танцевальные штудии во славу восстановления золотого времени // Час пик. — 1996. — 15 октября (№ 184 (689)). — С. 14.
- Фомкин А. В. Через окно в Европу глядят даже православные // Час пик. — 2000. — 15-21 ноября (№ 45 (148)). — С. 11.

Интервью
- Проректор Академии русского балета Алексей Фомкин. Новые известия (25 сентября 2013). Дата обращения: 15 марта 2017.
- Черепок  А. Факторы страха : Психолог о том, какие страхи преследуют горожан и в чём их причина. Самарский интернет-журнал «Другой город» (18 июля 2016). Дата обращения: 15 марта 2017.
- Интервью порталу Roomfor 27.3.2015 (см.: К.Ганюшина)
- «Музей и балет — профессии совместные» : Интервью // Радио, телевидение Санкт-Петербурга : газета. — 2001. — 31 июля (№ 32 (2362)). — С. 2.
- «Балет, балет» : интервью // Одеськi вістi: газета. — 2007. — 16 августа (№ 80 (3638)). — С. 13.
- «Мировая школа: Академия балета вырастила самого молодого проректора» : интервью // Новости Петербурга. — 2003. — 7-13 октября. — С. 25.

Радио
Постоянный участник радиопередачи «Территория веры».

### Постановки
- Неизв. комп. Украинский танец. Ukrainian dance. Osipova ballet academy, 2023 (Youth America Grand Prix, 2nd place) | Внешние видеофайлы | Внешние видеофайлы                        |
| ------------------ | ----------------------------------------- |
|                    | Фомкин. Украинский танец Видео на YouTube |
- Минкус Л. Фанданго. Fandango. Редакция постановки А. Горского. Osipova ballet academy, 2023 | Внешние видеофайлы | Внешние видеофайлы                |
| ------------------ | --------------------------------- |
|                    | Фомкин. Фанданго Видео на YouTube |

## Награды
- благодарность Министерства образования Российской Федерации (2004) — за большую плодотворную работу по разработке Перечня направлений подготовки и специальностей высшего профессионального образования в области культуры и искусства[20].